# جايسون غارسيا
جايسون غارسيا (بالإنجليزية: Jason Garcia)‏ هو لاعب كرة قاعدة أمريكي، ولد في 21 نوفمبر 1992 في ذا برونكس في الولايات المتحدة.

## وصلات خارجية
- جايسون غارسيا على موقع دوري كرة القاعدة الرئيسي (الإنجليزية)
- جايسون غارسيا على موقعبيزبول رفرنس.كوم (الدوري الرئيسي) (الإنجليزية)
- جايسون غارسيا على موقعبيزبول رفرنس.كوم (الدوري الثانوي) (الإنجليزية)
- جايسون غارسيا على موقع إي إس بي إن.كوم (أم.أل.بي) (الإنجليزية)
- جايسون غارسيا على موقع مشجعي الرسوم البيانية (الإنجليزية)